# Championnat d'Ukraine de hockey sur glace
L'Ukrainian Hockey League - UHL  (en ukrainien : Професіональна хокейна ліга) est la plus haute ligue de hockey sur glace en Ukraine. Le championnat a été créé en 1992, après la dissolution de l'URSS.

## Historique
La Fédération d'Ukraine de hockey sur glace établi la première ligue nationale du pays, le championnat ukrainien de hockey, en 1992, nommé Vychtcha Liha. Néanmoins, le Sokil Kiev la meilleure équipe du pays et qui participait au championnat soviétique avant 1992, s'inscrit à la Ligue internationale de hockey. Ainsi le Sokil ne participe pas au Premier tour et est directement qualifié à la phase finale du championnat. 
En 2011, les championnats sont réformés et la Fédération ukrainienne abandonne l'organisation du championnat, qui est renommé Profesional'na khokeina liga. Le 3 juin 2016, l' Ukrainian Hockey League ou UHL est créée.

## Équipes engagées
Voici les clubs qui prennent part à la saison 2019-2020 :
- Bilyï Bars Brovary
- Donbass Donetsk
- Dnipro Kherson
- HK Krementchouk
- MHK Dinamo Kharkiv
- Krijani Vovki

## Palmarès
| - 2019 : Donbass Donetsk - 2018 : Donbass Donetsk - 2017 : Donbass Donetsk - 2016 : Donbass Donetsk - 2015 : ATEK Kiev - 2014 : Kompanion Kiev - 2013 : Donbass Donetsk 2 - 2012 : Donbass Donetsk 2 - 2011 : Donbass Donetsk - 2010 : Sokil Kiev - 2009 : Sokil Kiev - 2008 : Sokil Kiev 2 - 2007 : ATEK Kiev - 2006 : Sokil Kiev - 2005 : Sokil Kiev - 2004 : Sokil Kiev | - 2003 : Berkout Kiev - 2002 : Berkout Kiev - 2001 : Berkout Kiev - 2000 : Sokil Kiev - 1999 : Sokil Kiev - 1998 : Sokil Kiev - 1997 : Sokil Kiev - 1996 : Pas de championnat - 1995 : Sokil Kiev - 1994 : SchWSM Kiev - 1993 : Sokil Kiev |